# Вјала
Вјала (рус. Вяла) река је која протиче југозападним делом Кољског полуострва на подручју Мурманске области Русије. Протиче преко територије Терског рејона. Лева је притока реке Умбе и део басена Белог мора.
Свој ток започиње као отока језера Вјалозеро на надморској висини од 116 метара, тече у смеру југозапада и улива се у Умбу на 15. километру њеног тока узводно од ушћа. Протиче преко подручја обраслог густим шумама, обале су доста ниске и замочварене. Најважније притоке су Љамукса, Виловатаја, Печема и Уко.
Укупна дужина водотока је 37 km, док је површина сливног подручја око 852 km².
На њеним обалама данас не постоје насељена места.